# Claude Galarneau
Claude Galarneau (né le 21 janvier 1925 à Donnacona, Québec et mort le 19 mars 2018 à Québec) est un professeur et historien québécois. Il a notamment fait connaître l'œuvre d'Edmond de Nevers.

## Honneurs
- 1978 : Société des Dix
- 1990 : Médaille Marie-Tremaine de la Société bibliographique du Canada
- 1996 : Chevalier de l'Ordre national du Québec[2]
- 1979 : Membre de la Société royale du Canada
- Lauréat de l'Académie des sciences morales et politiques de France
- professeur émérite de l'Université Laval[2]

## Publications
- Les collèges classiques au Canada français, Montréal, Fides, 1978, 287 p.